# Fakulta sportovních studií Masarykovy univerzity
Fakulta sportovních studií je nejmladší fakultou Masarykovy univerzity. Vznikla roku 2002. Je tvořena osmi katedrami a jedním výzkumným pracovištěm, které poskytují bakalářské, (navazující) magisterské a doktorské studijní programy v prezenční nebo kombinované formě, a program celoživotního vzdělávání. Krom toho také zajišťuje předměty povinné tělesné výchovy pro celou Masarykovu univerzitu.
Původně fakulta sídlila v Komárově na ulici Sladkého 13, na podzim roku 2009 došlo k přestěhování hlavního působiště fakulty do nově vybudovaných prostor v Univerzitním kampusu v Bohunicích.

## Součásti fakulty
- Katedra pohybových aktivit a zdraví
- Katedra sportovního výkonu a diagnostiky
- Katedra tělesné výchovy a společenských věd
  - Centrum univerzitního sportu (tělocvična Pod Hradem v Údolní ulici)

### Výzkumná pracoviště
- Inkubátor kinantropologického výzkumu
- Laboratoře FSpS

## Logo a barva
Barva fakulty je tyrkysová (Pantone 320 C).

## Děkanát
V čele fakulty stojí děkan, který jejím jménem jedná a rozhoduje. Děkana na návrh fakultního akademického senátu jmenuje a odvolává rektor univerzity. Funkční období děkana je čtyřleté a stejná osoba může být děkanem nejvýše dvakrát v řadě. Děkan jmenuje a odvolává proděkany a rozhoduje o jejich činnosti a počtu.